# Dobogó kövek
A Dobogó kövek 2010-ben bemutatott magyar filmvígjáték, melynek rendezője, forgatókönyvírója, egyik producere és főszereplője Martin Csaba. Egyike azon nagyon alacsony költségvetésű magyar filmeknek, amelyek országos mozis terjesztést kaptak. Kritikai fogadtatása negatív volt.

## Történet
Egy öt tagú baráti társaság központi figurája Patrik (Martin Csaba) és Félix (Molnár Attila Vajk), akik gyerekkori jóbarátok. Félix egy szoftverfejlesztő cégnél dolgozik tesztelőként, Patrik pedig alkalmi munkákból finanszírozva tengeti mindennapjait. Félixet azonban kirúgják az állásából, Patrik pedig egy zsebkendőnyi, dobogókői, értéktelen birtok mellé még hatalmas tartozást is örököl nagyapjától. Így a két főhős és a társaság többi tagja – egy chip-n-dale táncos, egy hacker és egy segítőkész barátnő – összefognak, hogy gyorsan és egyszerűen pénzt kerítsenek. Félix volt munkahelyéről akarnak ellopni egy nagy értékű szoftvert, azonban tervük egész másként alakul, mint ahogyan azt kieszelték.
Az eseményekbe ráadásul Ricsi (Pindroch Csaba), Patrik kétes jellemű unokatestvére is bezavar. Megtudja ugyanis, hogy unokaöccse frissen örökölt dobogókői telkén a régi hun legenda szerint felbecsülhetetlen értékkel bíró "dobogó kövek" vannak elásva.

## Szereposztás
- Martin Csaba – Patrik
- Pindroch Csaba – Ricsi
- Molnár Attila Vajk – Félix
- Czupi Kála – Fanni
- Tánczos Tamás – Géza
- Ilyés József – Bagoly Alfréd
- Szabó Kimmel Tamás – Sziráki Peti
- Szilágyi István – Papi
- Vad Katalin – pultoslány
- Harna Péter – Kocsor Feri